# Apterichtus australis
Apterichtus australis är en fiskart som beskrevs av Mccosker och Randall 2005. Apterichtus australis ingår i släktet Apterichtus och familjen Ophichthidae. Inga underarter finns listade i Catalogue of Life.